# Nati nel 1907/Ottobre
| Questa pagina contiene informazioni ricavate automaticamente dalle voci biografiche con l'ausilio del template Bio e di un bot. L'aggiornamento è periodico e automatico e ricostruisce completamente la pagina. Se manca una persona in questa lista, sei pregato di non aggiungerla, ma accertati piuttosto che la sua voce biografica contenga il template Bio e che i dati anagrafici siano correttamente compilati. Se il template Bio manca, inseriscilo tu stesso o, in alternativa, metti l'avviso {{tmp\|Bio}} che ne segnala la mancanza. Se i dati riportati sono sbagliati, correggi direttamente la voce biografica; le modifiche saranno visibili in questa lista entro pochi giorni. Per chiarimenti vedi il progetto biografie. La lista contiene solo le 123 persone che sono citate nell'enciclopedia e per le quali è stato implementato correttamente il template Bio. Pagina aggiornata al 10 mar 2025. |

- 1º ottobre - Evaristo Frisoni, calciatore e allenatore di calcio italiano († 1988)
- 1º ottobre - Aurelio Genghini, maratoneta italiano († 2001)
- 1º ottobre - Sirio Musso, pittore, illustratore e grafico italiano († 1983)
- 1º ottobre - Rosa Tosches, pittrice italiana († 1990)
- 2 ottobre - Samuel G.F. Brandon, biblista e presbitero britannico († 1971)
- 2 ottobre - Jan Hulsker, storico dell'arte olandese († 2002)
- 2 ottobre - Ángel León, tiratore a segno spagnolo († 1979)
- 2 ottobre - Víctor Paz Estenssoro, politico boliviano († 2001)
- 2 ottobre - Alexander Robertus Todd, chimico scozzese († 1997)
- 2 ottobre - Renzo Vandelli, calciatore italiano († 1944)
- 3 ottobre - Alfredo Marchionneschi, calciatore italiano († 1981)
- 3 ottobre - Oliver Trinder, schermidore britannico († 1981)
- 4 ottobre - Spirydion Albański, calciatore e allenatore di calcio polacco († 1992)
- 4 ottobre - Alain Daniélou, storico delle religioni e orientalista francese († 1994)
- 4 ottobre - Giacomo Della Mea, architetto italiano († 1968)
- 4 ottobre - Giovanni Nizzi, calciatore italiano
- 5 ottobre - Giuseppe Castelli, velocista italiano († 1941)
- 5 ottobre - Jean Louis, costumista francese († 1997)
- 5 ottobre - Rose Schlösinger, insegnante tedesca († 1943)
- 6 ottobre - Andrea Vuerich, fondista e combinatista nordico italiano († 1964)
- 7 ottobre - Ettore Banchero, calciatore italiano († 1991)
- 7 ottobre - Tex Gibbons, cestista statunitense († 1984)
- 7 ottobre - Polina Denisovna Osipenko, aviatrice sovietica († 1939)
- 7 ottobre - Lorenzo Paradiso, allenatore di calcio e calciatore italiano († 1994)
- 7 ottobre - Tutta Rolf, attrice norvegese († 1994)
- 7 ottobre - Arturo Schaerer, giornalista e imprenditore paraguaiano († 1979)
- 8 ottobre - Art Babbitt, animatore, regista e attivista statunitense († 1992)
- 8 ottobre - Pierre Bertaux, germanista francese († 1986)
- 8 ottobre - Hugh Foot, barone Caradon, diplomatico britannico († 1990)
- 8 ottobre - Fernand Jaccard, allenatore di calcio e calciatore svizzero († 2008)
- 9 ottobre - Henry Hunter, attore statunitense († 1985)
- 9 ottobre - Klaes Karppinen, fondista finlandese († 1992)
- 9 ottobre - Jacques Tati, regista, attore e mimo francese († 1982)
- 9 ottobre - Horst Wessel, militare tedesco († 1930)
- 10 ottobre - Ed Dawson, cestista canadese († 1968)
- 10 ottobre - George Hill Hodel, medico statunitense († 1999)
- 11 ottobre - Salah Ben Youssef, politico tunisino († 1961)
- 11 ottobre - Domenico Debarbieri, calciatore italiano († 1970)
- 12 ottobre - Camilo Bonelli, calciatore argentino
- 12 ottobre - Gunnar Jarring, diplomatico e turcologo svedese († 2002)
- 12 ottobre - Hans P. Kraus, antiquario austriaco († 1988)
- 12 ottobre - Jean-Louis Tixier-Vignancour, avvocato e politico francese († 1989)
- 12 ottobre - Luís Xavier, calciatore portoghese
- 13 ottobre - Nicola Ceravolo, dirigente sportivo italiano († 1988)
- 13 ottobre - Aldo Garosci, storico, politico e antifascista italiano († 2000)
- 13 ottobre - Bobby Gurney, allenatore di calcio e calciatore inglese († 1994)
- 13 ottobre - Karl Stoiber, calciatore austriaco († 1994)
- 13 ottobre - János Víg, calciatore ungherese († 1949)
- 14 ottobre - Edgardo Castelli, avvocato e politico italiano († 1981)
- 14 ottobre - Ignace Jay Gelb, archeologo statunitense († 1985)
- 14 ottobre - Allan Jones, attore e tenore statunitense († 1992)
- 14 ottobre - Pert Kelton, attrice statunitense († 1968)
- 14 ottobre - Dino Manuzzi, dirigente sportivo e imprenditore italiano († 1982)
- 14 ottobre - Vincenzo Milano, calciatore, ciclista su strada e rugbista a 15 italiano († 2000)
- 14 ottobre - Pietro Vergani, politico, partigiano e sindacalista italiano († 1970)
- 14 ottobre - Mario Visconti, schermidore italiano († 1972)
- 15 ottobre - Folke Arström, designer svedese († 1997)
- 15 ottobre - John Francis Dearden, cardinale e arcivescovo cattolico statunitense († 1988)
- 15 ottobre - Varian Fry, giornalista statunitense († 1967)
- 15 ottobre - Sergej Nikiforovič Kruglov, generale e politico sovietico († 1977)
- 15 ottobre - Giovanni Robert, ingegnere italiano († 1993)
- 15 ottobre - Angelo Salizzoni, politico italiano († 1992)
- 15 ottobre - Carlo Moreno, cantante e compositore italiano († 1962)
- 16 ottobre - Pëtr Grigorenko, militare sovietico († 1987)
- 16 ottobre - Otto Kuchenbecker, cestista tedesco († 1990)
- 16 ottobre - Mario Ruminelli, violinista italiano († 1994)
- 16 ottobre - Louis Toffoli, pittore francese († 1999)
- 16 ottobre - Roger Vailland, giornalista e scrittore francese († 1965)
- 17 ottobre - John Marley, attore statunitense († 1984)
- 18 ottobre - Donato Bendicenti, avvocato e partigiano italiano († 1944)
- 18 ottobre - Ughetto Bertucci, attore italiano († 1966)
- 18 ottobre - Aristide Bonfà, mezzofondista italiano († 1976)
- 18 ottobre - Enrico Forcella Pelliccioni, tiratore a segno venezuelano († 1989)
- 18 ottobre - Victor Klees, pallanuotista e calciatore lussemburghese († 1995)
- 18 ottobre - Mihail Sebastian, scrittore, commediografo e giornalista romeno († 1945)
- 19 ottobre - Cesare Piva, militare e partigiano italiano († 1943)
- 20 ottobre - Mariam Aslamazian, pittrice armena († 2006)
- 20 ottobre - Nello Baglini, imprenditore italiano († 1999)
- 20 ottobre - Augustyn Józef Czartoryski, principe polacco († 1946)
- 20 ottobre - Arlene Francis, attrice, conduttrice televisiva e conduttrice radiofonica statunitense († 2001)
- 20 ottobre - Christopher Caudwell, attivista, scrittore e poeta inglese († 1937)
- 21 ottobre - Truus Baumeister, nuotatrice olandese († 2000)
- 21 ottobre - Jeff Musso, regista francese († 2007)
- 21 ottobre - Marion Palfi, fotografa statunitense († 1978)
- 21 ottobre - Francesco Pescia, calciatore italiano († 1986)
- 21 ottobre - Bruno Slawitz, giornalista e musicologo italiano († 1968)
- 21 ottobre - Pedro Temudo, calciatore portoghese († 1994)
- 22 ottobre - Alberto Albertini, calciatore italiano († 1998)
- 22 ottobre - Nina Artuffo, attrice e cantante italiana († 1956)
- 22 ottobre - Jimmie Foxx, giocatore di baseball statunitense († 1967)
- 22 ottobre - Vince Dundee, pugile statunitense († 1949)
- 22 ottobre - Ernesto Molghera, calciatore italiano
- 22 ottobre - Emilie Schindler, filantropa tedesca († 2001)
- 23 ottobre - Hermínia Silva, attrice e cantante portoghese († 1993)
- 23 ottobre - Michele Pascolato, politico e avvocato italiano († 1988)
- 23 ottobre - Sofka Skipwith, nobile, attivista e scrittrice russa († 1994)
- 24 ottobre - Renata Debenedetti, scrittrice e traduttrice italiana († 1998)
- 24 ottobre - Vladimir Ivanovič Gerasimov, regista cinematografico sovietico († 1989)
- 24 ottobre - Giuseppe Medici, economista e politico italiano († 2000)
- 24 ottobre - Bruno Munari, artista, designer e scrittore italiano († 1998)
- 24 ottobre - Renato Sanero, allenatore di calcio e calciatore italiano († 1987)
- 24 ottobre - Raffaele Testa, presbitero e militare italiano († 1943)
- 24 ottobre - Gustav Tögel, calciatore austriaco († 1981)
- 26 ottobre - Buddy Messinger, attore e regista statunitense († 1965)
- 26 ottobre - Giovanni Salviucci, compositore e critico musicale italiano († 1937)
- 26 ottobre - Giovanni Spagnolli, politico italiano († 1984)
- 26 ottobre - Franco Tognini, ginnasta italiano († 1980)
- 26 ottobre - Édouard Yves, schermidore belga
- 27 ottobre - Punx, illusionista e scrittore tedesco († 1996)
- 27 ottobre - Olavi Laiho, militare finlandese († 1944)
- 27 ottobre - Adelaide Lambert, nuotatrice statunitense († 1996)
- 27 ottobre - Alessandro Lissoni, architetto, designer e urbanista italiano († 1980)
- 27 ottobre - Helmut Walcha, organista, clavicembalista e compositore tedesco († 1991)
- 28 ottobre - Tommy Hampson, mezzofondista e velocista britannico († 1965)
- 29 ottobre - Lotfia El Nadi, aviatrice egiziana († 2002)
- 29 ottobre - Edwige Feuillère, attrice francese († 1998)
- 29 ottobre - Gino Lemmetti, calciatore italiano
- 29 ottobre - Douglass Montgomery, attore statunitense († 1966)
- 30 ottobre - Renzo Cesana, attore, dialoghista e pubblicitario italiano († 1970)
- 30 ottobre - Harold Davenport, matematico inglese († 1969)
- 30 ottobre - Giuseppe Peruchetti, calciatore, allenatore di calcio e partigiano italiano († 1995)
- 30 ottobre - Nicola Restaino, magistrato italiano († 1985)
- 30 ottobre - Ernst Winter, ginnasta tedesco († 1943)